# Herman Lieberman
Herman Lieberman, uváděn též jako Herman Liebermann (3. ledna 1870 Drohobyč – 21. října 1941 Londýn), byl rakouský a polský politik z Haliče, na počátku 20. století poslanec Říšské rady, v meziválečném Polsku poslanec Sejmu a významný představitel Polské socialistické strany, od 30. let v exilu, za 2. světové války exilový polský ministr spravedlnosti.

## Biografie

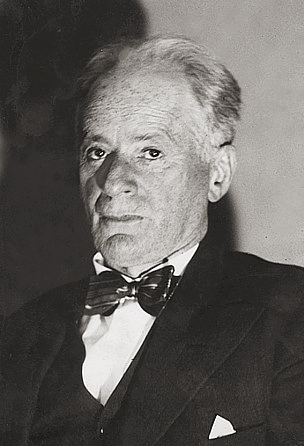
Herman Lieberman v době soudního procesu v roce 1931

Narodil se v židovské rodině v Haliči. Vystudoval právo na Jagellonské univerzitě v Krakově, kde roku 1894 získal titul doktora práv. Angažoval se v politice. Během pobytu v Paříži získal kontakty na socialistické hnutí a zapojil se do činnosti Polské sociálně demokratické strany v Haliči. Byl redaktorem listu Głos Przemyski.
Na počátku 20. století se zapojil i do celostátní politiky. Ve volbách do Říšské rady roku 1907, konaných poprvé podle všeobecného a rovného volebního práva, získal mandát v Říšské radě (celostátní zákonodárný sbor) za obvod Halič 13. Byl členem poslanecké frakce Klub německých sociálních demokratů. Mandát za týž obvod obhájil i ve volbách do Říšské rady roku 1911. Nyní usedl do frakce Polský klub. Ve vídeňském parlamentu setrval až do zániku monarchie. K roku 1911 se profesně uvádí jako advokát. Na Říšské radě byl členem právního a vojenského výboru. Spolu s dalšími sociálními demokraty se zasazoval o zlepšení podmínek vojenské služby.
Před 1. světovou válkou udržoval vztah s psychoanalytičkou Helene Deutschovou.
Za světové války byl do roku 1917 příslušníkem Polských legií jako poručík. V roce 1918 obhajoval vojáky v procesu v Marmaros-Szigeth, obžalované z velezrady. Koncem roku 1918 zakládal v Přemyšli polsko-ukrajinský národní výbor, který přebíral moc v tomto regionu. Po vzniku samostatného Polska se dále politicky angažoval. V letech 1919–1933 byl poslancem Sejmu. Patřil mezi hlavní osobnosti polského socialistického hnutí. V letech 1931–1934 byl místopředsedou ústředního výboru Polské socialistické strany. Organizoval mimo jiné stávku krakovských dělníků roku 1923, která byla krvavě potlačena. Od roku 1931 zasedal v exekutivě Socialistické internacionály.
Roku 1926 po protidemokratickém puči začal ostře vystupovat proti autoritářské vládě Józefa Piłsudského a fašizaci Polska. Ve 30. letech čelil perzekuci. V roce 1930 byl zatčen, vězněn a mučen a roku 1932 odsouzen na rok a půl žaláře. Utekl ale do Francie, kde založil Ligu obrany práv člověka a občana a kde setrval až do vypuknutí druhé světové války. Na podzim 1939 podpořil vznik exilové polské vlády a využil své kontakty na britské a francouzské socialisty. Byl viceprezidentem exilové národní rady (exilový parlament) a v roce 1941 za 2. světové války polským ministrem spravedlnosti exilové vlády generála Władysława Sikorského v Londýně.

## Vyznamenání
- Řád bílé orlice – Polsko, 1941 – udělil Władysław Raczkiewicz za vynikající služby Polsku[4][5]